# Heerup Museum
Heerup Museum er et kunstmuseum der ligger i Rødovre for kunstneren Henry Heerup. Heerup Museum rummer en unik samling af Henry Heerups malerier, grafik, tegninger og skulpturer, som bygger på en donation af værker i 1995 fra Heerups enke, Marion Heerup, til Rødovre Kommune. Disse værker tilhørte boet efter Heerup og rummede de værker, han havde beholdt eller ikke havde fået solgt, samt en lang række personlige ejendele. På baggrund af donationen besluttede Rødovre Kommune at etablere museet, som blev tegnet af arkitekten Bernd Kjelland og er en tilbygning til den gamle gård Rødovregaard i Rødovre, den eneste bevarede af gårdene fra den gamle Rødovre landsby. Museet åbnede den 1. maj 2000.

## Ekstern henvisning
- Heerup Museum

55°40′57.1″N 12°28′00.4″Ø / 55.682528°N 12.466778°Ø